# Lucembursko na Letních olympijských hrách 2004
Lucembursko se účastnilo Letních olympijských her 2004 a zastupovalo ho 10 sportovců v 6 sportech (6 mužů a 4 ženy). Jednalo se o největší lucemburskou výpravu od Letních olympijských her v 1972 konaných v Mnichově. Vlajkonošem výpravy byla lucemburská tenistka Claudine Schaul. Nejmladším z týmu byl Jeff Henckels, kterému v době konání her bylo necelých 20 let. Nejstarší z týmu byla Anne Kremer, které bylo v době konání her 28 let. Nikomu z výpravy se během her nepodařilo získat medaili.

## Disciplíny

### Atletika
| Sportovec    | Disciplína   | Rozběh  | Rozběh | Semifinále  | Semifinále  | Finále      | Finále      |
| Sportovec    | Disciplína   | Čas     | Pořadí | Čas         | Pořadí      | Čas         | Pořadí      |
| ------------ | ------------ | ------- | ------ | ----------- | ----------- | ----------- | ----------- |
| David Fiegen | 800 m – muži | 1:46,97 | 5.     | nepostoupil | nepostoupil | nepostoupil | nepostoupil |

### Cyklistika
| Sportovec      | Disciplína                       | Čas     | Pořadí |
| -------------- | -------------------------------- | ------- | ------ |
| Benoît Joachim | Závod s hromadným startem – muži | 5:44:13 | 45.    |
| Benoît Joachim | Časovka – muži                   | 1:01:50 | 26.    |
| Kim Kirchen    | Závod s hromadným startem – muži | 5:41:56 | 6.     |
| Fränk Schleck  | Závod s hromadným startem – muži | 5:41:56 | 16.    |

### Lukostřelba
| Sportovec     | Disciplína               | První kolo | První kolo | 1/64                         | 1/32        | 1/16        | Čtvrtfinále | Semifinále  | Finále/Bronzová medaile | Finále/Bronzová medaile |
| Sportovec     | Disciplína               | Skóre      | Nasazení   | Soupeř                       | Soupeř      | Soupeř      | Soupeř      | Soupeř      | Soupeř                  | Pořadí                  |
| ------------- | ------------------------ | ---------- | ---------- | ---------------------------- | ----------- | ----------- | ----------- | ----------- | ----------------------- | ----------------------- |
| Jeff Henckels | Závod jednotlivců – muži | 623        | 55.        | Čchen Š'-jüan PROHRA 132–136 | nepostoupil | nepostoupil | nepostoupil | nepostoupil | nepostoupil             | nepostoupil             |

### Plavání
| Sportovec      | Disciplína                | Rozplavba | Rozplavba | Semifinále   | Semifinále   | Finále       | Finále       |
| Sportovec      | Disciplína                | Čas       | Pořadí    | Čas          | Pořadí       | Čas          | Pořadí       |
| -------------- | ------------------------- | --------- | --------- | ------------ | ------------ | ------------ | ------------ |
| Alwin de Prins | 100 m prsa – muži         | 1:03,32   | 27.       | nepostoupil  | nepostoupil  | nepostoupil  | nepostoupil  |
| Sportovkyně    | Disciplína                | Rozplavba | Rozplavba | Semifinále   | Semifinále   | Finále       | Finále       |
| Sportovkyně    | Disciplína                | Čas       | Pořadí    | Čas          | Pořadí       | Čas          | Pořadí       |
| Lara Heinz     | 50 m volný způsob – ženy  | 1:03,64   | 30.       | nepostoupila | nepostoupila | nepostoupila | nepostoupila |
| Lara Heinz     | 100 m volný způsob – ženy | 57,40     | 36.       | nepostoupila | nepostoupila | nepostoupila | nepostoupila |

### Tenis
| Sportovkyně                 | Disciplína     | 1/64                                    | 1/32                                                            | 1/16         | Čtvrtfinále  | Semifinále   | Finále/Bronzová medaile | Finále/Bronzová medaile |
| Sportovkyně                 | Disciplína     | Soupeř                                  | Soupeř                                                          | Soupeř       | Soupeř       | Soupeř       | Soupeř                  | Pořadí                  |
| --------------------------- | -------------- | --------------------------------------- | --------------------------------------------------------------- | ------------ | ------------ | ------------ | ----------------------- | ----------------------- |
| Anne Kremer                 | Dvouhra – ženy | María Ventová-Kabchiová PROHRA 3–6, 4–6 | nepostoupila                                                    | nepostoupila | nepostoupila | nepostoupila | nepostoupila            | nepostoupila            |
| Claudine Schaul             | Dvouhra – ženy | Daniela Hantuchová PROHRA 1–6, 1–6      | nepostoupila                                                    | nepostoupila | nepostoupila | nepostoupila | nepostoupila            | nepostoupila            |
| Anne Kremer Claudine Schaul | Čtyřhra – ženy | N/A                                     | Catalina Castañová/ Fabiola Zuluagová PROHRA 6–7(7–9), 6–2, 7–9 | nepostoupily | nepostoupily | nepostoupily | nepostoupily            | nepostoupily            |

### Triatlon
| Sportovkyně   | Disciplína | Plavání (1500 m) | První výměna | Jízda na kole (10 km) | Druhá výměna | Běh (10 km) | Celkový čas | Pořadí |
| ------------- | ---------- | ---------------- | ------------ | --------------------- | ------------ | ----------- | ----------- | ------ |
| Elizabeth May | Ženy       | 19:43            | 0:19         | 1:10:26               | 0:22         | 37:39       | 2:08:29.22  | 17.    |